# George William Russell

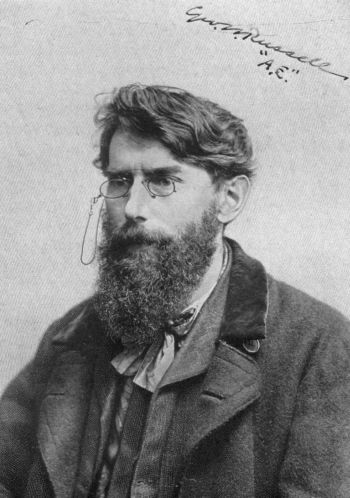
George William Russell, Æ.

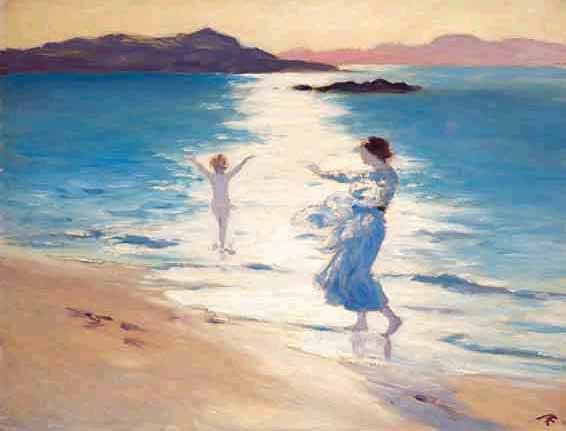
Bañistas, por Æ.

George William Russell (Lurgan, Irlanda del Norte, 10 de abril de 1867-Bournemouth, Inglaterra, 17 de julio de 1935) fue un escritor, poeta y pintor irlandés, conocido además por su seudónimo Æ.
Fue uno de los fundadores del Abbey Theatre. El tema de su obra presupone una incitación a la lucha por la independencia irlandesa. Cursó estudios en Dublín y fue autor de ensayos, poemas y relatos como Poemas Completos (1913) y La casa de los titanes y otros poemas (1934).

## Poética
- Homeward Songs by the Way. Dubl: Whaley 1894
- The Earth Breath & Other Poems. NY & Lond: John Lane 1896
- The Nuts of Knowledge. Dubl: Dun Emer Press 1903
- The Divine Vision & Other Poems. Lond: Macmillan; NY: Macmillan 1904
- By Still Waters. Dubl: Dun Emer Press 1906
- Deirdre. Dubl: Maunsel 1907
- Collected Poems. Lond: Macmillan 1913
- Gods of War, with Other Poems. Dubl, priv. 1915
- Imaginations & Reveries. Dubl&Lond: Maunsel 1915
- The Candle of Vision. Lond: Macmillan 1918
- Autobiography of a Mystic. Gerrards Cross, 1975), 175 pp.
- Midsummer Eve. NY: Crosby Gaige 1928
- Enchantment & Other Poems. NY: Fountain; Lond: Macmillan 1930
- Vale & Other Poems. Lond: Macmillan 1931
- Songs & Its Fountains. Lond: Macmillan 1932
- The House of Titans & Other Poems. Lond: Macmillan 1934
- Selected Poems. Lond: Macmillan 1935